# Early Doucet
Early Joseph Doucet III (New Iberia, 28 ottobre 1985) è un giocatore di football americano statunitense che gioca nel ruolo di wide receiver nella National Football League (NFL) e attualmente è free agent. Fu scelto nel corso del terzo giro (81º assoluto) del Draft NFL 2008 dagli Arizona Cardinals. Al college ha giocato a football all'Università della Louisiana.

## Carriera professionistica

### Arizona Cardinals
Doucet fu scelto nel terzo giro del Draft 2008 dagli Arizona Cardinals. Debuttò nella NFL nella settimana 5 contro i Buffalo Bills, ricevendo sei passaggi per 42 yard. Nella sua stagione da rookie, coi Cardinals guidati da Kurt Warner, giunse a disputare il Super Bowl XLIII, in cui la sua squadra fu sconfitta dai Pittsburgh Steelers il 1º febbraio 2009.
Nella stagione 2010, Doucet perse molte partite a causa della frattura di una costola subita in una gara di pre-stagione. Segnò il suo primo touchdown nei playoff dopo una ricezione da 15 yard all'inizio della gara delle wild card contro i Green Bay Packers il 10 gennaio 2010. un altro lo segnò a due minuti da termine del primo tempo.
Prima della stagione 2011, Doucet passò dal numero 80 al numero 85. Quella del 2011 fu la sua miglior stagione in carriera, terminata con 689 yard ricevute e 5 touchdown. Tra questi, vi furono due lunghi touchdown contro i Carolina Panthers (70 yard) e San Francisco 49ers (60 yard).
Dopo una stagione 2012 tormentata dagli infortuni, il 9 marzo 2013 Doucet fu svincolato dagli Arizona Cardinals.

### Seattle Seahawks
Dopo l'infortunio occorso al ricevitore dei Seattle Seahawks Percy Harvin, Doucet firmò con la franchigia un contratto annuale il 2 agosto 2013. Il 7 agosto, dopo un solo allenamento, fu svincolato.

## Vittorie e premi
- National Football Conference Championship: 1

Arizona Cardinals: 2008

## Statistiche
| Partite totali         | 54    |
| Partite da titolare    | 13    |
| Ricezioni              | 139   |
| Yard su ricezione      | 1.491 |
| Touchdown su ricezione | 7     |

Statistiche aggiornate alla stagione 2012